# Émile David
Émile David (Berlim, 1839 – Porto, 1873), também referenciado como Emílio David, foi um arquiteto paisagista, autor do desenho de grande parte dos jardins da cidade do Porto, na segunda metade do século XIX.

## Vida
Inicia o seu percurso na cidade do Porto em 1864, ano em que foi convidado para o planeamento e a direção dos jardins do Palácio de Cristal, cargo que ocupa até 1869. É durante este mandato, em 1865, que executa em paralelo os planos para o Jardim da Cordoaria e para o Jardim do Passeio Alegre. Entre 1869 e 1870 assume a direção do Horto das Virtudes com José Marques Loureiro. Após este período abre um gabinete próprio junto à Rua de Santa Catarina, onde projecta jardins — sobretudo para residências privadas — e se dedica ao comércio de plantas, sobretudo exóticas.

## Obras
- Jardins do Palácio de Cristal
- Jardim da Cordoaria[3]
- Jardim do Passeio Alegre
- Jardim da Baronesa do Seixo
- Jardim do Palacete dos Albuquerques